# William McLagan Malcolm
William McLagan Malcolm (1936) es un liquenólogo, botánico, micólogo, ilustrador y briólogo neozelandés, de origen estadounidense.

## Algunas publicaciones
- 1988. New Zealand's Alpine Plants Inside & Out
- 2000. Mosses & other bryophytes

### Libros
- Malcolm, W.; D. J. Galloway. 1997. New Zealand Lichens: Checklist, Key, and Glossary. - Museum of New Zealand Te Papa Tongarewa, Wellington. 192 pp.
- Lumbsch, H. T.; P. M. McCarthy, W. Mc. Malcolm. 2001. Key to the Genera of Australian Lichens: Apothecial Crusts. - Flora of Australia Supplementary Series, 11, Australian Biological Resources Study, Canberra. 64 pp.
- La abreviatura «Malcolm» se emplea para indicar a William McLagan Malcolm como autoridad en la descripción y clasificación científica de los vegetales.[2]